# Марчуков, Евгений Ювенальевич
Евгений Ювенальевич Марчуков (род. 26 июля 1956, Москва) — российский учёный, специалист в области авиационных военных двигателей и газотурбинных установок. Доктор технических наук, профессор. Генеральный конструктор-директор ОКБ им. А. Люльки. Член-корреспондент РАН с 2022 года.

## Биография
Родился 26 июля 1956 года в семье служащих в Москве.
В 1973 году после окончания школы № 205 Свердловского района поступил в Московский авиационный институт, который окончил в 1979 году.
С апреля 1979 года — работает в ОКБ им. А.Люльки (сейчас филиал ПАО «ОДК-УМПО»), где прошел путь от инженера КБ до генерального конструктора-директора «ОКБ им. А.Люльки». В должности Генерального конструктора-директора ОКБ им. А. Люльки работает с 2010 года по настоящее время.
В 1987 году защитил кандидатскую диссертацию на специальную тему, а в 1998 году — докторскую диссертацию на тему «Научные основы конверсии авиационного двигателя для истребителя в привод наземных газотурбинных установок».
2007 год — присвоено учёное звание профессора по кафедре теории воздушно-реактивных двигателей МАИ. Под его научным руководством защищено более 50 дипломных работ и 4 кандидатские диссертации.

## Научная деятельность
Специалист в области разработки, испытаний и эксплуатации авиационных двигателей для боевой истребительной авиации и стационарных газотурбинных двигателей.
Автор 144 печатных работ, в том числе 7 монографий и четырёх учебников для ВУЗов. Имеет 71 авторское свидетельство СССР и 412 патентов РФ на изобретения. Восемь его изобретений вошли в базу данных «100 лучших изобретений России» за 2009—2016 годы[значимость факта?].
Руководитель работ по созданию двигателей АЛ-41Ф-1 и АЛ-41Ф-1С, а также директор программы создания двигателя второго этапа для ПАК ФА.
Основные научные результаты
- разработана теория гидродинамической неустойчивости в топливном тракте с жидкостной центробежной форсункой при незатопленном истечении;
- исследовано влияние нестационарной подачи топлива на характеристики камер сгорания ГТД;
- исследовано влияние впрыска балластной жидкости на тяговые и экологические характеристики ГТД;
- исследованы закономерности образования окислов азота применительно к высокотемпературной камере сгорания авиационного типа.

Научно-организационная деятельность
- академик Российской инженерной академии
- академик Российской академии наук авиации и воздухоплавания
- член-корреспондент Российской академии естественных наук
- член редакционного совета журналов «Крылья Родины» и «Газотурбинные технологии»

## Избранные научные труды, монографии, статьи, учебники
- Особенности эксплуатации подшипников газотурбинных двигателей [Текст] / Марчуков Е. Ю., Назаренко Ю. Б. — Москва : Назаренко Юрий Борисович, 2018. — 237 с. : ил., цв. ил., табл.; 22 см; ISBN 978-5-9906088-3-2 : 300 экз.
- Динамика роторов и гидродинамика масляного клина подшипников качения газотурбинных двигателей [Текст] : [монография] / Марчуков Е. Ю., Назаренко Ю. Б. — Москва : Изд. Назаренко Юрий Борисович, 2016. — 185 с. : ил., табл., цв. ил.; 21 см; ISBN 978-5-9906088-1-8 : 300 экз.
- Повреждаемость и работоспособность авиационных ГТД [Текст] : справочник / Н. Н. Сиротин, Е. Ю. Марчуков, А. С. Новиков. — Москва : Наука, 2015. — 550, [1] с. : ил., табл.; 25 см; ISBN 978-5-02-039160-4 : 300 экз.
- Испытания и обеспечение надежности авиационных двигателей и энергетических установок [Текст] : учебник для студентов вузов, обучающихся по специальности «Авиационные двигатели и энергетические установки» направления подготовки дипломированных специалистов «Двигатели летательных аппаратов» / Е. Ю. Марчуков [и др.]; под общ. ред. И. И. Онищика ; Министерство образования Российской Федерации, Федеральное агентство по образованию, Московский авиационный институт (Государственный технический университет). — Изд. 2-е, испр. и доп. — Москва : Изд-во МАИ, 2004 (Тип. Изд-ва). — 334 с. : ил., табл.; 20 см; ISBN 5-7035-1450-9 (в обл.)
- Теория, расчет и проектирование авиационных двигателей и энергетических установок.

Учеб. для вузов по специальности «Авиац. двигатели и энергет. установки» направления подгот. дипломир. специалистов «Двигатели летат. аппаратов» / В. И. Бакулев, В. А. Голубев, Б. А. Крылов, Е. Ю. Марчуков и др.] ; Под ред. В. А. Сосунова, В. М. Чепкина. — 3-е изд., перераб. и доп. — Москва : Издательство МАИ, 2003. — 687,[1] с. : ил. ; 25 см. — Предм. указ.: с. 677—681. — Библиогр.: с. 676. — 3000 экз. — ISBN 5-7035-2347-8 (в пер.).
Загл. 2-го изд.: Теория и расчет воздушно-реактивных двигателей. Авт. указаны на обороте тит. л.
- Основы конструирования, производства и эксплуатации авиационных газотурбинных двигателей и энергетических установок в системе CALS технологий. Кн. 2 : Производство ГТД и ЭУ. Учебник для вузов по специальности 160300 «Двигатели летательных аппаратов», 160301 «Авиационные двигатели и энергетические установки»] : в 3 кн. / Н. Н. Сиротин, А. С. Новиков, А. Г. Пайкин, А. Н. Сиротин. — 2-е изд., перераб. и доп. — Москва : Наука. / Н. Н. Сиротин, Е. Ю. Марчуков, А. С. Новиков. — 2012. — 430, [1] с. — Библиогр.: с. 419. — ISBN 978-5-02-036649-7 .
- «Расчет поля течения магнитной жидкости в кольцевом канале магнитожидкостного уплотнения вала с высокоскоростной стенкой» Журнал: Вестник Московского авиационного института

Авторы: Марчуков / Поляков / Кулалаев / Петриенко, Выпуск №: 2018. Т. 25. № 1
- Применение современных пакетов вычислительной гидродинамики в расчете выходного устройства воздушно-реактивного двигателя. Журнал: Вестник Московского авиационного института.

Авторы: Щербаков / Юн / Марчуков / Крылов. Выпуск №: 2010. Т.17. № 5
- НОВЫЕ ПОДХОДЫ К РЕШЕНИЮ ПРОБЛЕМЫ ПОВЫШЕНИЯ ДОЛГОВЕЧНОСТИ МЕЖРОТОРНЫХ ПОДШИПНИКОВ С ПОМОЩЬЮ ГИДРОДИНАМИЧЕСКИХ СИЛ МАСЛЯНОГО КЛИНА Научная статья, журнал Двигатель,N6,2015, стр.20-22
- Гидродинамика подшипников скольжения с сегментными вкладышами и критические частоты вращения роторов. Статья. Журнал Двигатель N5,2017,стр.2-4

## Санкции
С 1 апреля 2023 года находится под персональными санкциями Украины.(№16)

## Награды
- Орден Почёта (2017)
- Орден «Инженерная слава» (Международной инженерной академии)
- Международная премия имени А.Н. Туполева  (2021)
- Медаль «В память 850-летия Москвы» (1997)
- Звание «Заслуженный изобретатель РФ» (2005)
- Почётная грамота Президента Российской Федерации (2015)
- Звание и нагрудный знак «Почётный авиастроитель» (2006)
- Звание «Ветеран труда»
- Медаль «За укрепление боевого содружества» (Минобороны России)
- Почётная грамота Министерства обороны Российской Федерации
- Лауреат премии ФСВТС России «За личный вклад, инициативу и усердие в решении задач военно-технического сотрудничества»
- Почётный знак Федеральной службы по интеллектуальной собственности (2015)
- Почётное звание «Заслуженный изобретатель завода» (1986, 1988, 1988, 1989)
- Почётное звание «Ветеран труда ОАО «НПО «Сатурн» (2004)